# Villages-du-Lac-de-Paladru
Villages-du-Lac-de-Paladru – gmina we Francji, w regionie Owernia-Rodan-Alpy, w departamencie Isère. W 2013 roku liczba ludności wynosiła 2373 mieszkańców. 
Gmina została utworzona 1 stycznia 2017 roku z połączenia dwóch ówczesnych gmin: Paladru oraz Le Pin. Siedzibą gminy została miejscowość Paladru.